# Linda stolata
Linda stolata là một loài bọ cánh cứng trong họ Cerambycidae.